# 坪井伸親
坪井 伸親（つぼい のぶちか、ツボヰ ノブチカ、1969年 - ）は、東京都出身の作曲家、音楽教育者。
1990年代に映像や放送用音楽を手掛け、その後は現代音楽に活動の場を移した。現在は、教育活動を中心とする。

## 来歴
1969年、東京都に生まれる。日本大学藝術学部在学中に、藝術学部長賞、朝日作曲賞などを受賞。卒業後は芸術学研究所に入所。高橋源行、峰村澄子、湯浅譲二らに作曲を師事する。
青年時代は、伊福部昭やイーゴリ・ストラヴィンスキーらに音響的な刺激を与えられ、研究生時代には湯浅譲二の創作理念に影響を受け、作曲で「未聴の世界」を目指した。
1980年代は、管弦楽曲を中心に、いわゆる「現代の古典」的な20世紀音楽を意識し、模倣と試作を繰り返す。
1990年代には、声や器楽にエレクトロニクスを取り入れながら、作風をアヴァンギャルドな方向へ一気に急加速させた。この時期の作品は、アンサンブル アヴァンターゲ（ensemble avantages）などの演奏によってフランス、ハンガリー、中国など、海外でも取り上げられるようになる。1999年のスイス・ルツェルン【日本展】では「日本の新しい音楽が聴衆を魅了した」。一方で映像音楽や放送音楽を、分野ごとにペンネームを使い分けて提供し、作曲家 菊池俊輔のもとで劇伴を作曲することもあった。実名では国体や国際会議などの公用音楽を担当した。音楽プロデューサーとしてNHKや東映アニメーションの番組制作に携わる。
2010年以降は、音楽教育の場に身を移し、「近代芸術論」「和声学」「編曲法」「管弦楽法」等の講座を担当し、教材開発に携わる。

## 主要作品

### 管弦楽曲
- オーケストラコンチェルト（Orchestra Concerto）
- 「残景」オーケストラの為に（“Zankei” for Orchestra）
- シンフォニエッタ（Sinfonietta）
- オーケストラのための「ラインダトラクション」（Line D'Attractions for Orchestra）
- タブロウ＝オーケストロニカ（Tableau Orchestronica）
- オーケストラルグリーン（Orchestral Green）
- 風のオーケストラ（KAZE NO ORCHESTRA）
- 砂漠の歌（Canzone del Deserto）

### 協奏曲
- 風とオーケストラ（KAZE TO ORCHESTRA）
- 新しい協奏曲 I（ピアノ協奏曲）Piano Concerto
- 新しい協奏曲 II（チェロ協奏曲）Cello Concerto
- 新しい協奏曲 III（クラリネット協奏曲）Clarineto Concerto
- 新しい協奏曲 IV（ファゴット協奏曲）Fagotto Concerto
- 新しい協奏曲 V（トランペット協奏曲）Trumpet Concerto

### 室内楽曲
- 弦楽四重奏のための「タブロウ」（Tableau for Quartet）
- 弦楽四重奏のための「ラインダトラクション」（Line D'Attractions for Quartet）
- 3本のクラリネットのための「ラインダトラクション」（Line D'Attractions for 3 Clarinets）
- アルトサックスヘテロフォニー（Alto Saxphone heterophony）
- 3人のアルトサックス奏者の為の「メロディア  」（MELODIA）
- 7人の奏者の為の「新しい景色!」を“New Landscape! ”for 7 Players
- 弦楽五重奏曲「海老」
- ピアノ三重奏 ドラマティコ エピソディオ  I（Drammatico Episodio I　for Piano Trio）
- ピアノ三重奏 ドラマティコ エピソディオ II（Drammatico Episodio II　for Piano Trio）
- ピアノ三重奏 ドラマティコ エピソディオIII（Drammatico EpisodioIII　for Piano Trio）
- ピアノ三重奏 ドラマティコ エピソディオIV（Drammatico EpisodioIV　for Piano Trio）
- ピアノ三重奏 ドラマティコ エピソディオ V（Drammatico Episodio V　for Piano Trio）

### 独奏曲
- ピアノ曲集（PIANO SONGBOOK）
- オルガン曲集 I（Organ SONGBOOKⅠ）
- オルガン曲集 II（Organ SONGBOOK Ⅱ）
- 学生のための平均律クラヴィーア曲集～学習プレリュード / フーガ（Das Wohltemperirte Klavier for student）
- ピアノフォニー（PIANOPHONY）
- シャドウズ パート1（Shadows part1 for Clarineto solo）
- シャドウズ パート2（Shadows part2 for Alto saxfone solo）
- シャドウズ パート3（Shadows part3 for Cello solo）
- ピアノのための旋律と和声の領域
- “ウズメのネトリ” 無伴奏 篳篥の為に
- 風の語り口～無伴奏クラリネットとエレクトロニクスのために
- 無伴奏チェロのための「生み出された時間」
- ピアノグラデーション
- チェロとエレクトロニクスのための音楽
- アルトサックスとエレクトロニクスのための音楽

### 吹奏楽曲
- 第一行進曲
- 第二行進曲
- “Earth＝Air＝Wind” for Wind Orchestra
- シャイニング ブライト 吹奏楽の為に
- 昭和コンプレッサー製造社（吹奏楽編）
- 「ドラマティコ エピソディオ」 吹奏楽の為の（Drammatico Episodio for Wind Orchestra）

### その他
- ミサ（MASS）～3人の歌手と合唱付きオーケストラのための～
  - I：キリエ（Kyrie）合唱、オーケストラ
  - II：グローリア（Gloria）ソプラノ独唱、合唱、オーケストラ
  - III：クレド（Credo）アルト独唱、合唱、オーケストラ
  - IV：サンクトゥス（Sanctus）ソプラノ・アルト 二重唱、オーケストラ
  - V：ベネディクトゥス（Benedictus）ソプラノ・ソプラノ・アルト 三重唱、合唱、オーケストラ
  - VI：アニュス・デイ（Agnus Dei）無伴奏三重唱
  - VII：イテ・ミサ・エスト（Ite Missa Est）ソプラノ・ソプラノ・アルト 三重唱、合唱、オーケストラ
- 2002年のエレクトロニクス実験（独奏楽器とエレクトロニクス）
- 2003年のエレクトロニクス音楽実験（声とエレクトロニクス）
- 2004年のエレクトロニクス音楽実験（声の多重録音）
- 2005年のエレクトロニクス音楽実験（独奏楽器とエレクトロニクス）
- 2006年のエレクトロニクス音楽実験（ノイズ）
- 2007年のエレクトロニクス音楽実験（ノイズ）
- 2009年のエレクトロニクス音楽実験

### 著書
- 音楽の仕掛け（1994、共著）
- ヒンデミットという音楽（1996、論文）
- ストラヴィンスキーの音（1997、論文）
- 音楽の仕掛け その2（1998、共著）
- 管弦楽法入門（1999）
- 学生のための作曲論（2002、尚美ミュージックカレッジ出版）